# Rolf Luft
Rolf Luft (* 29. Juni 1914 in Södermalm, Stockholm; † 22. Mai 2007) war ein schwedischer Endokrinologe. Er gilt als Begründer der Endokrinologe in Schweden und der Mitochondrien-Medizin. Luft hat sich vor allem mit Arbeiten zum Diabetes mellitus und zu verschiedenen Mitochondriopathien einen Namen gemacht.

## Leben und Wirken
Luft stammte aus einer jüdischen Stockholmer Arbeiterfamilie. An der Universität Stockholm erwarb er 1940 einen Doktor der Medizin und 1944 einen Ph.D. mit einer Arbeit zum Cushing-Syndrom. Mit einem Stipendium der Stiftung der Familie Wallenberg konnte Luft ein Jahr bei Fuller Albright am Massachusetts General Hospital arbeiten. In den USA wurde Luft eine Stellung an der Harvard University angeboten, er entschied sich aber, nach Schweden zurückzukehren. 1949 erhielt er eine erste Professur für Endokrinologie am Karolinska Institutet, wo er 1958 – wiederum mit Unterstützung der Wallenberg-Stiftung – Schwedens erste Klinik für Endokrinologie aufbaute. 1961 erhielt er die europaweit erste ordentliche Professur für Endokrinologie, 1968 zusätzlich eine Professur für Innere Medizin.
Zu Lufts wissenschaftlichen Leistungen gehören der Nachweis, dass Androgene in den Nebennieren produziert werden und dass eine Behandlung mit ACTH Symptome einer rheumatischen Erkrankung verbessern kann. Er leistete Beiträge zur Aufklärung der Wirkung von ACTH, Desoxycorticosteron, Cortisol und Wachstumshormon. Luft führte die Entfernung der Hirnanhangdrüse zur Therapie von diabetischer Retinopathie und metastasiertem Brustkrebs ein, eine Methode, die sich nicht etablieren konnte. Er wies erbliche Faktoren der Insulinsekretion und den Einfluss von Stresshormonen auf den Blutzuckerspiegel nach. Luft und Mitarbeiter erforschten die Insulinresistenz sowie die Produktion von Somatostatin in den Langerhans-Inseln des Pankreas und im Hypothalamus. Luft war an der Entwicklung einer Methode zur Gewinnung von Wachstumshormon beteiligt, die vom Pharmaunternehmen Kabi übernommen wurde.
In den 1960er Jahren trug Luft dazu bei, dass „Transsexualität“ als medizinische Störung anerkannt wurde und Geschlechtsumwandlungen in Schweden erlaubt wurden.
Luft war Gründungsmitglied der European Association for the Study of Diabetes, von 1961 bis 1964 Präsident der Schwedischen Endokrinen Gesellschaft und von 1973 bis 1979 der International Diabetes Federation. Von 1961 bis 1980 war er Mitglied des Nobelkomitees für den Nobelpreis für Physiologie oder Medizin und von 1976 bis 1978 dessen Vorsitzender. 1977 wurde Luft in die National Academy of Sciences und 1988 in die American Academy of Arts and Sciences gewählt. Außerdem war er Mitglied der Königlich Schwedischen Akademie der Wissenschaften und der Finnischen Wissenschaftlichen Gesellschaft. 1972 erhielt er die Paul-Langerhans-Medaille, 1986 den Söderbergska priset. Rolf Luft hielt Ehrendoktorate der Universität Salamanca, der Universität Ulm und der Universität Toronto.
Nach Luft ist das Luft-Syndrom benannt, eine seltene Mitochondriopathie mit erhöhtem Grundumsatz, Hyperthermie und Hyperhidrose. Seit 1989 existiert am Karolinska Institutet ein nach Luft benanntes Forschungszentrum für Diabetologie und Endokrinologie. 2004 gründete Luft eine Stiftung für Diabetes-Forschung. Das Karolinska Institutet vergibt Rolf Luft zu Ehren den Rolf Luft Award für Diabetologie und Endokrinologie.
Rolf Luft war Zionist. Er war prominentes Mitglied der Sionistiska Federationen i Sverige und der Jüdischen Versammlung von Stockholm. Er war mit Ritva Jokela verheiratet. Luft war bis kurz vor seinem Tod wissenschaftlich aktiv.

## Veröffentlichungen (Auswahl)
- mit S. Efendic und E. Cerasi: Trauma: Hormonal factors with special reference to diabetes mellitus. In: Acta Anaesthesiologica Scandinavica. Band 55, 1974, S. 107 ff.